# Штефан Добаји
Штефан Добаји (рум. Ștefan Dobay; Думбравица, 26. септембар 1909 — Таргу Муреш, 7. април 1994) био је румунски фудбалер и тренер који је играо на месту нападача.
Играо је за Рипенсију из Темишвара и фудбалску репрезентацију Румуније за коју је одиграо 41 утакмицу и постигао 19 голова. На светским првенствима 1934. и 1938. наступао је као нападач и постигао по гол на сваком турниру.

## Трофеји

### Као играч
Рипенсија Темишвар
- Румунска лига: 4
  - 1932/33, 1934/35, 1935/36, 1937/38.
- Куп Румуније: 2
  - 1933/34, 1935/36.

Румунија
- Балкански куп: 2
  - 1933, 1936.

### Индивидуални
- Румунска лига:
  - Најбољи стрелац (4): 1932/33, 1933/34, 1934/35, 1936/37.

### Као тренер
Стеауа Букурешт
- Румунска лига: 1
  - 1956.